# Manuel Sacristán
Manuel Sacristán Luzón (Madrid, 5 de septiembre de 1925-Barcelona, 27 de agosto de 1985) fue un filósofo español y uno de los más destacados introductores del marxismo en España. Realizó importantes contribuciones en diversos campos, incluyendo la lógica y la filosofía de la ciencia y es considerado por muchos como el filósofo español más importante de la segunda mitad del siglo XX.

## Biografía
Nació el 5 de septiembre de 1925 en Madrid. Tras la guerra, su familia, se mudó a Barcelona en 1940, ciudad en la que, salvo escasos y raros paréntesis, residió hasta su muerte. Criado en una familia que apoyó al bando franquista, muy pronto se hizo miembro de la sección juvenil de Falange Española. Estudió Derecho y Filosofía en la Universidad de Barcelona, donde se convirtió en miembro de la sección cultural del Sindicato Español Universitario (SEU, sindicato estudiantil de la Falange). Tras tener contactos con grupos clandestinos anarquistas, Sacristán y otros dos compañeros falangistas fueron apartados de la SEU, lo que provocó el suicidio de uno de ellos y el envío de amenazas de muerte contra Sacristán.
Después de esto, se trasladó a la ciudad alemana de Münster para estudiar lógica matemática y filosofía de la ciencia (1954-1956), donde coincidió con Ulrike Meinhof. A su regreso se incorporó como profesor no numerario a la Facultad de Filosofía y Letras y a la Facultad de Económicas de la Universidad de Barcelona, en las que enseñó Fundamentos de Filosofía y Metodología de las ciencias respectivamente. 
La carrera académica de Sacristán estuvo plagada de dificultades: fue expulsado en 1965 de la universidad a raíz de su postura política antifranquista y fue readmitido como docente después de la muerte del general Franco, siendo nombrado catedrático de Metodología de las Ciencias Sociales de la Universidad de Barcelona, no sin dificultades y vergüenzas múltiples, tras la instauración de la democracia. Durante el curso académico 1982/1983 enseñó en la Universidad Nacional Autónoma de México. En México conoció a Ángeles Lizón, quien lo acompañó hasta su muerte.
Desde 1947 fue impulsor, creador y participante en diferentes publicaciones periódicas de carácter político-cultural. Así dirigió con Juan Carlos García-Borrón, la revista Qvadrante, fue redactor de la revista Laye, Quaderns de Cultura Catalana (revista editada clandestinamente por el PSUC), participó en Nous Horitzons, de la que fue director, y en 1977 fue miembro fundador de la revista Materiales. Junto a Giulia Adinolfi encabezaron en 1979 la iniciativa de una nueva revista, Mientras Tanto, destinada a la reconsideración del ideario emancipatorio-comunista a la luz de la crítica ecologista y feminista y en torno a la matriz marxista originaria. En ella colaboraron, entre otros, Antoni Domènech, Francisco Fernández Buey o Víctor Ríos.
A lo largo de su vida desarrolló una intensa labor como editor y traductor para diferentes editoriales. Tradujo más de 80 obras de diversos autores, entre los que se puede destacar a Mario Bunge, Quine, Marx, Engels, Gramsci (quien puede considerarse uno de sus principales referentes intelectuales), Adorno, Karl Korsch, Lukács, Galvano Della Volpe, Galbraith, E. Fisher, Labriola, Marcuse, Agnes Héller, György Márkus, E. P. Thompson, etc. Entre su obra como autor destaca la Introducción a la lógica y al análisis formal (Barcelona, Ariel, 1969) y numerosos artículos y textos breves recopilados póstumamente en varios volúmenes de Panfletos y materiales (Barcelona, Icaria, 1983-1985).
En 1975 proyectó una edición crítica en lengua española de la obra completa de Marx y Engels en 68 volúmenes, bajo el sello Editorial Grijalbo. De ese proyecto sólo llegaron a ver la luz doce volúmenes, entre ellos las traducciones de Sacristán de El Capital, libro 1 y 2 y el Anti-Dühring. Sacristán también preparó, editó y tradujo la antología de textos de Antonio Gramsci en la editorial Siglo XXI. Su labor editorial siempre estuvo determinada por un largo y sostenido empeño de investigación y docencia en los ámbitos filosófico, metodológico y crítico-cultural, y un compromiso de intervención en el debate ideológico de su tiempo.
Sus primeros contactos con el Partido Comunista de España (PCE) se produjeron durante su primera estancia en Alemania. Fue miembro de los órganos de dirección del PSUC y del PCE en la clandestinidad, desarrollando durante largos años una intensa labor política en el frente universitario y cultural. A partir de la crisis de 1968 (el mayo francés, la invasión de Checoslovaquia), sus discrepancias con la línea oficial del PCE y del PSUC le llevaron a dimitir de casi todos sus cargos aunque permaneció en sus bases hasta finales de la década de 1970. Solo en 1979 declaró públicamente que no militaba en ningún partido político.
En 1978 ingresó en el Comité Antinuclear de Cataluña y formó parte del movimiento eco-pacifista y contra la OTAN. También fue clave en la formación de Comisiones Obreras de la enseñanza.

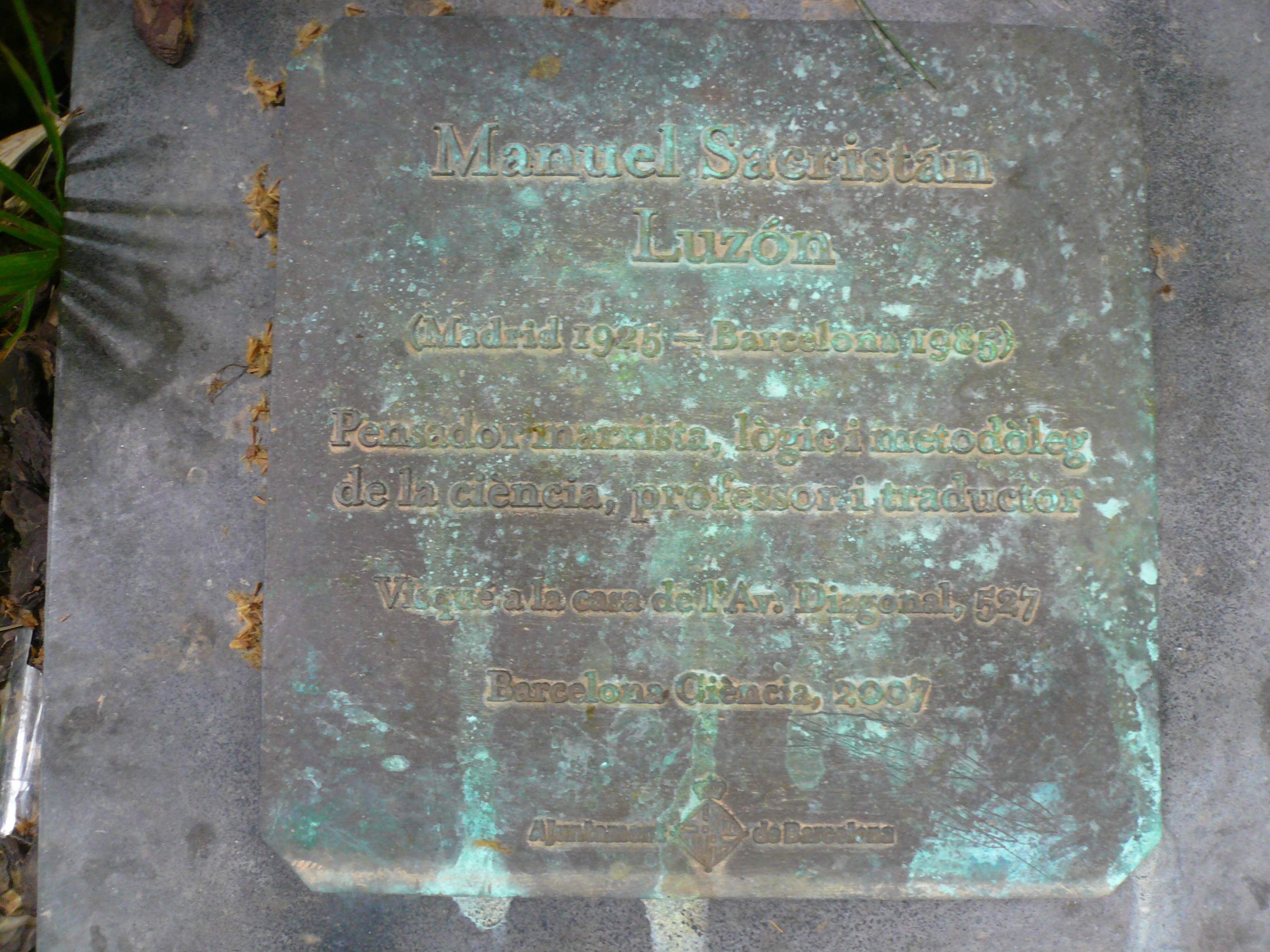
Placa en Barcelona en recuerdo de Manuel Sacristán

Hasta su fallecimiento en Barcelona el 27 de agosto de 1985, a la edad de cincuenta y nueve años, Manuel Sacristán desarrolló una intensa actividad intelectual y de lucha política convirtiéndose sin lugar a duda en uno de los filósofos españoles más destacados del siglo XX.

## Obra
- 1964 - Introducción a la lógica y al análisis formal
- 1967 - La formación del marxismo en Gramsci
- 1968 - Sobre el lugar de la filosofía en los estudios superiores
- 1968 - La tarea de Engels en el Anti-Dühring
- 1970 - Lenin y la filosofía
- Lógica elemental. Editorial Vicens Vices.
- Las ideas gnoseológicas de Heidegger. Editorial Crítica.
- Sobre Gerónimo. El viejo topo.
- El trabajo científico de Marx y su noción de ciencia. Ediciones de intervención cultural.
- Sobre dialéctica. El viejo topo.
- Escritos sobre El Capital (y textos afines). El viejo topo.
- Seis conferencias. Sobre la tradición marxista y los nuevos problemas. El viejo topo.
- M.A.R.X. (Máximas, aforismos y reflexiones con algunas variables libres). El viejo topo.
- Ecología y ciencia social. Reflexiones ecologistas sobre la crisis de la sociedad industrial. Editorial Irrecuperables, 2021.
- Filosofía y metodología de las ciencias sociales (I). Barcelona, Montesinos, 2021
- Antología (esencial) de Manuel Sacristán Luzón. Marat, Buenos Aires, 2021

Panfletos y materiales:
- 1983 - Sobre Marx y marxismo
- 1984 - Papeles de filosofía
- 1985 - Intervenciones políticas
- 1985 - Lecturas

Fundador de revistas:
- Materiales
- Mientras tanto